# Matteo Rinuccini
Matteo Rinuccini (Firenze, ... – 8 giugno 1582) è stato un arcivescovo cattolico italiano.

## Biografia
Figlio di Alessandro di Neri di Filippo, della nobile famiglia fiorentina Rinuccini, e di Maddalena di Bernardo Baroncelli, Matteo fu priore della chiesa di Santo Stefano a Lucignano in Val di Pesa e in seguito pievano di San Giovanni Evangelista a Monterappoli. Nel 1555 fu nominato auditore dell'arcivescovo di Firenze Antonio Altoviti, quindi collettore apostolico in Portogallo. Fino al 1566 fu vicario generale della diocesi di Parma guidata da Alessandro Sforza di Santa Fiora.
Venne nominato arcivescovo di Pisa il 14 agosto 1577, rimanendo nella città alfea fino alla morte, avvenuta nel 1582. Durante il suo episcopato non riuscì ad imporre con fermezza la riscossione delle decime straordinarie, né le riforme introdotte dal Concilio di Trento. Nel 1577 celebrò le nozze tra il granduca Francesco I de' Medici e la discussa Bianca Cappello. Il 1º giugno del 1580 condusse un sinodo diocesano. La sua tomba è posta all'interno del duomo pisano, in controfacciata, a sinistra della Porta Regia, e sormontata da un Crocifisso bronzeo di Pietro Tacca del 1628.  Vi fu collocata nei primi anni del '600, al posto dello splendido sarcofago di  Papa Gregorio VIII, rimasto distrutto nell'incendio del 1595.

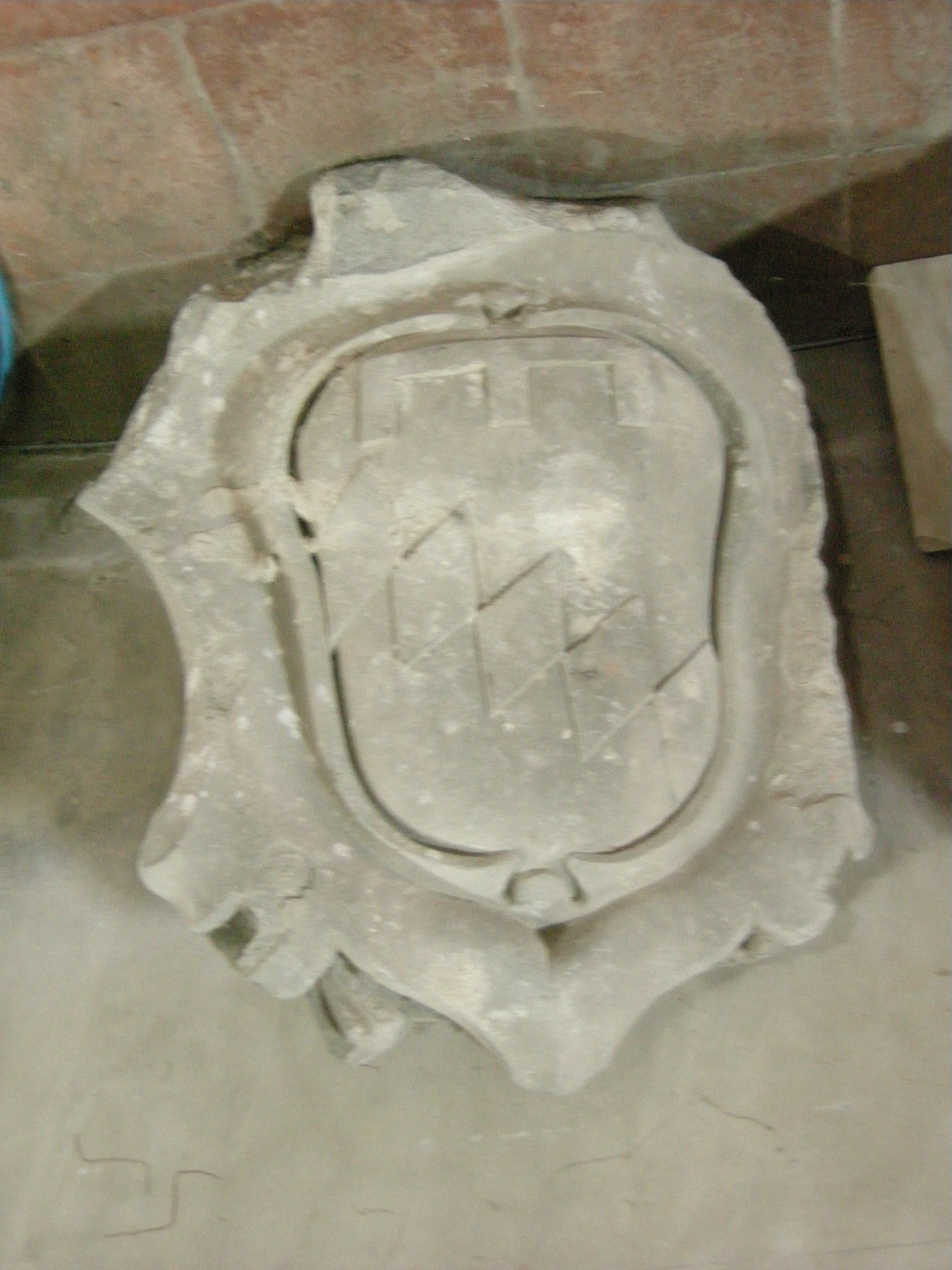
Stemma dell'arcivescovo all'interno della basilica di San Piero a Grado

Era zio del poeta fiorentino Ottavio Rinuccini.